# Elecciones al Senado de Argentina de 1986
Las Elecciones al Senado de la Nación Argentina de 1986 fueron realizadas a lo largo del mencionado año por las Legislaturas de las respectivas provincias para renovar 15 de las 46 bancas del Senado de la Nación. Mantuvo la misma composición que en 1983.

## Reglas electorales
Las reglas electorales fundamentales que rigieron la elección de senadores fueron establecidas en el texto constitucional entonces vigente (Reforma constitucional 1957) y la Ley N.º 22.838 del 23 de junio de 1983, sancionada por el dictador Reynaldo Bignone "en uso de las atribuciones conferidas el Estatuto para el Proceso de Reorganización Nacional".
- Los senadores serán elegidos por las Legislaturas de sus respectivas provincias a pluralidad de sufragios.
- El senado se compondrá de dos senadores por provincia y dos de la capital.
- Los dos senadores de la capital son elegidos en la forma prescripta para la elección del presidente de la Nación.
- Los senadores duran nueve años en el ejercicio de su mandato, y son reelegibles indefinidamente.
- El Senado se renovará por terceras partes cada tres años, decidiéndose por la suerte, luego que todos se reúnan, quiénes deben salir en el primero y segundo trienio.

## Cargos a elegir
| Provincia              | Senado    | Senado    |
| Provincia              | Senadores | A renovar |
| ---------------------- | --------- | --------- |
| Buenos Aires           | 2         | 1         |
| Ciudad de Buenos Aires | 2         | —         |
| Catamarca              | 2         | 1         |
| Chaco                  | 2         | —         |
| Chubut                 | 2         | 1         |
| Córdoba                | 2         | 1         |
| Corrientes             | 2         | 1         |
| Entre Ríos             | 2         | 1         |
| Formosa                | 2         | —         |
| Jujuy                  | 2         | —         |
| La Pampa               | 2         | —         |
| La Rioja               | 2         | 1         |
| Mendoza                | 2         | 1         |
| Misiones               | 2         | —         |
| Neuquén                | 2         | —         |
| Río Negro              | 2         | 1         |
| Salta                  | 2         | 1         |
| San Juan               | 2         | 1         |
| San Luis               | 2         | 1         |
| Santa Cruz             | 2         | 1         |
| Santa Fe               | 2         | 1         |
| Santiago del Estero    | 2         | 1         |
| Tucumán                | 2         | —         |
| Total                  | 46        | 15        |

## Situación de las legislaturas provinciales
| Provincia           | Control                               | Cámara baja | Cámara alta | Última elección |
| ------------------- | ------------------------------------- | ----------- | ----------- | --------------- |
| Buenos Aires        | Mayoría absoluta de la UCR            | 51/92       | 32/46       | 1985            |
| Catamarca           | Mayoría absoluta del PJ               | 17/33       | 10/16       | 1985            |
| Chubut              | Mayoría absoluta de la UCR            | 16/27       | —           | 1983            |
| Córdoba             | Mayoría absoluta de la UCR            | 24/36       | 36/40       | 1985            |
| Corrientes          | Mayoría absoluta del PAL              | 14/26       | 8/13        | 1985            |
| Entre Ríos          | Mayoría absoluta de la UCR            | 15/28       | 11/15       | 1983            |
| La Rioja            | Mayoría absoluta del PJ               | 22/25       | —           | 1985            |
| Mendoza             | Mayoría absoluta de la UCR            | 27/48       | 22/38       | 1985            |
| Río Negro           | Mayoría absoluta de la UCR            | 21/36       | —           | 1983            |
| Salta               | Mayoría absoluta del PJ               | 73/132      | 19/23       | 1985            |
| San Juan            | Mayoría absoluta del PB               | 27/30       | —           | 1983            |
| San Luis            | Mayoría simple de la UCR              | 15/30       | —           | 1985            |
| Santa Cruz          | Control dividido entre la UCR y el PJ | 11/24       | —           | 1985            |
| Santa Fe            | Control dividido entre la UCR y el PJ | 28/50       | 10/19       | 1983            |
| Santiago del Estero | Mayoría absoluta del PJ               | 20/30       | —           | 1983            |

## Resultados
| Partido                           | Partido                                | Partido                                | Bancas      | Bancas      | Bancas      | Bancas      |
| Partido                           | Partido                                | Partido                                | Obtenidas   | +/-         | Totales     | +/-         |
| --------------------------------- | -------------------------------------- | -------------------------------------- | ----------- | ----------- | ----------- | ----------- |
|                                   | Partido Justicialista                  | Partido Justicialista                  | 7/15        | Sin cambios | 20/46       | Sin cambios |
|                                   | Unión Cívica Radical                   | Unión Cívica Radical                   | 6/15        | Sin cambios | 18/46       | Sin cambios |
|                                   | Partido Bloquista                      | Partido Bloquista                      | 1/15        | Sin cambios | 2/46        | Sin cambios |
|                                   |                                        | Partido Autonomista de Corrientes      | 1/15        | Sin cambios | 1/46        | Sin cambios |
|                                   | Partido Liberal de Corrientes          | 0/15                                   | Sin cambios | 1/46        | Sin cambios |             |
| Total Pacto Autonomista - Liberal | Total Pacto Autonomista - Liberal      | Total Pacto Autonomista - Liberal      | 1/15        | Sin cambios | 2/46        | Sin cambios |
|                                   | Movimiento Popular Neuquino            | Movimiento Popular Neuquino            | 0/15        | Sin cambios | 2/46        | Sin cambios |
|                                   | Movimiento de Integración y Desarrollo | Movimiento de Integración y Desarrollo | 0/15        | Sin cambios | 1/46        | Sin cambios |
|                                   | Partido Conservador Popular            | Partido Conservador Popular            | 0/15        | Sin cambios | 1/46        | Sin cambios |

## Resultados por provincia
| Provincia           | Senador saliente               | Partido | Partido                           | Senador electo        | Partido | Partido                           |
| ------------------- | ------------------------------ | ------- | --------------------------------- | --------------------- | ------- | --------------------------------- |
| Buenos Aires        | Edison Otero                   |         | Unión Cívica Radical              | Edison Otero          |         | Unión Cívica Radical              |
| Catamarca           | Vicente Saadi                  |         | Partido Justicialista             | Vicente Saadi         |         | Partido Justicialista             |
| Chubut              | Humberto C. Sigal              |         | Unión Cívica Radical              | Alfredo García        |         | Unión Cívica Radical              |
| Córdoba             | Felipe Celli                   |         | Unión Cívica Radical              | Macario Carrizo       |         | Unión Cívica Radical              |
| Corrientes          | Gabriel Feris                  |         | Partido Autonomista de Corrientes | Gabriel Feris         |         | Partido Autonomista de Corrientes |
| Entre Ríos          | Ricardo Lafferriere            |         | Unión Cívica Radical              | Ricardo Lafferriere   |         | Unión Cívica Radical              |
| La Rioja            | Libardo Sánchez                |         | Partido Justicialista             | Libardo Sánchez       |         | Partido Justicialista             |
| Mendoza             | Miguel Mathus Escorihuela      |         | Unión Cívica Radical              | José Genoud           |         | Unión Cívica Radical              |
| Río Negro           | Faustino M. Mazzucco           |         | Unión Cívica Radical              | Faustino M. Mazzucco  |         | Unión Cívica Radical              |
| Salta               | Francisco R. Villada           |         | Partido Justicialista             | Juan Carlos Romero    |         | Partido Justicialista             |
| San Juan            | Carlos Enrique Gómez Centurión |         | Partido Bloquista                 | Leopoldo Bravo        |         | Partido Bloquista                 |
| San Luis            | Oraldo Britos                  |         | Partido Justicialista             | Oraldo Britos         |         | Partido Justicialista             |
| Santa Cruz          | Ramón A. Almendra              |         | Partido Justicialista             | Pedro Eustacio Molina |         | Partido Justicialista             |
| Santa Fe            | Celestino A. Marini            |         | Partido Justicialista             | Luis Rubeo            |         | Partido Justicialista             |
| Santiago del Estero | Jorge Antonio Castro           |         | Partido Justicialista             | Carlos Juárez         |         | Partido Justicialista             |

1. ↑  Reelecto. Renunció el 10 de diciembre de 1987 para asumir como Gobernador de Catamarca, lo reemplaza Ramón Saadi (PJ) el 16 de diciembre de 1987. Ramón Saadi renuncia el 17 de noviembre de 1988 para asumir como Gobernador de Catamarca, lo reemplaza Alicia Saadi de Dentone (PJ) el 23 de noviembre de 1988. Alicia Saadi de Dentone renuncia el 19 de abril de 1993, la reemplaza Mario Nallib Fadel (PJ) el 19 de mayo de 1993.
2. ↑  Falleció el 20 de febrero de 1987, lo reemplaza Hipólito Solari Yrigoyen (UCR) el 13 de mayo de 1987.
3. ↑  Renunció el 12 de noviembre de 1987, lo reemplaza Edgardo Grosso (UCR) el 16 de diciembre de 1987. Edgardo Grosso renuncia el 18 de mayo de 1992, lo reemplaza Jorge Joaquín Cendoya (UCR) el 22 de abril de 1992.
4. ↑  Reelecto. Renuncia el 10 de diciembre de 1987 para asumir como Vicogobernador de Corrientes, lo reemplaza José Antonio Romero Feris (PACo).
5. ↑  Renuncia el 10 de diciembre de 1992, lo reemplaza Julio Argentino San Millán (PJ) el 10 de diciembre de 1992.
6. ↑  Renuncia el 17 de marzo de 1987, lo reemplaza Mariano Utrera (PJ) el 18 de marzo de 1987. Mariano Utrera renuncia el 10 de diciembre de 1987, lo reemplaza Carlos Juárez (PJ) el 10 de diciembre de 1987. Carlos Juárez renuncia el 6 de julio de 1995, lo reemplaza Omar Muhamad Vaquir (PJ) el 13 de julio de 1995.

### San Luis
La Cámara de Diputados provincial no tenía mayoría ningún partido, lo que impedía el consenso necesario para nombrar a un senador. Para resolver la cuestión se recurrió a una convocatoria popular para la elección del senador nacional. El sistema electoral a utilizar sería la ley de lemas, siendo la primera vez que se aplicó en una provincia argentina. El 7 de diciembre de 1986 resultó elegido Oraldo Britos del Partido Justicialista con 61,1% de los votos, contra el 38,5% de la Unión Cívica Radical. Posteriormente Britos fue ratificado por la Legislatura.